# Aron Þrándarson
Aron Þrándarson (Reykjavik, Islandia, 10 de noviembre de 1994) es un futbolista islandés que juega de centrocampista en el Odense BK de la Superliga de Dinamarca.

## Selección nacional
| Selección             | Año       | PJ | Goles |
| --------------------- | --------- | -- | ----- |
| Selección sub-17      | 2011      | 5  | 0     |
| Selección sub-19      | 2012-2013 | 6  | 1     |
| Selección sub-21      | 2015-?    | 14 | 2     |
| Selección de Islandia | 2016-     | 17 | 1     |

## Clubes
| Club               | País      | Año       | PJ  | Goles |
| ------------------ | --------- | --------- | --- | ----- |
| Víkingur Reykjavík | Islandia  | 2011-2014 | 63  | 26    |
| Aalesunds FK       | Noruega   | 2015-2019 | 134 | 19    |
| Odense BK          | Dinamarca | 2020-     | 67  | 4     |